# 沙米氏擬白魚
沙米氏擬白魚（学名：Alburnoides samiii）為輻鰭魚綱鯉形目雅羅魚科擬白魚屬的其中一種，分布於亞洲伊朗Sefidroud河流域，體長可達10.1公分，棲息在河川底中層水域，生活習性不明。

## 扩展阅读
維基物種上的相關：沙米氏擬白魚